# Карначе
Карначе (сатленка) е вид колбас, представляващ тънка наденица, която може да се приготвя на скара и във фурна, характерно за Балканската кухня.
Карначето обикновено се приготвя от смляно свинско и телешко месо, с подправки, задължително осолено.
Предполагаем произход на името е румънското 'carnat' (carnati). Така на румънски се наричат всички видове меки месни колбаси, произведени от скълцано, смляно или пресовано месо в обвивка (естествено животинско черво или изкуствена обвивка). При нас различните видове такива наденици имат различни имена – кренвирши, наденици, биренки, както и тези, наричани 'карначета'. В съвременния румънски език, думата е придоила и по-широк обхват, като под carnati се разбират всички видове „колбаси“, или „месни изделия“ изобщо. Румънската дума
carnati се използва за този тип колбас, най-често в словосъчетанието carnati virslie („месен вурст“ или „вурст от месо“). Carnati е производна на carne (означаваща „месо“), която освен в румънския се среща с идентично или сходно изписване (и произношение) в почти всички италийски (латински) езици: на испански и италиански – carne (произнася се карне), на португалски carne – (карни), на каталонски carn – (карн).
В българските традиции с думата 'карначе' се нарича само тънката наденица, която обикновено се навива „на кравай“ и обичайно се предлага в магазинната мрежа само като „вид сурова наденица“. По време на социализма е имало спорадични производства на издължени тънки варени колбаси, подобни на тънки кренвирши, готови за консумация, както и на „варена наденица“. Те също са били предлагани в търговската мрежа под името 'карначета', но за краткия период, през който са се разпространявани, не са получили прием и одобрение и по тази причина производството им било преустановено и няма традиция за употребата им.
По същото време (през седемдесете и осемдесете години на XX век) се налагат и „съвременените имена“ на различни видовете български колбаси, като „пилешки и телешки кренвирши“, както и на „дебреценски салам“ превърнато в „дебърцини“, „хамбургски салам“, „телешки салам“, както и станалите нарицателните с марките си „Камчия“, „Родопа“ "Родопа, тип „Мортадела“. (Последния съвсем е неглижиран още в средата на осемдесетте, поради налагани „възбрани“ за използване на такъв тип име, като „мортадела“. В началото на 90-те, производството му е възстановено, обаче името „Родопа“, което е име и на най-големия държавен месокомбинат тогава е „неглижирано“, а колбасът продължава да се нарича само с чуждицата „мортадела“). Тогава са наложени и „марките“ на всеизвестните деликатесни (сушени) колбаси – шпек-салам „Бургас“, суджук „Петрохан“, „Смядовска луканка“ и т.н. Сушените колбаси и деликатеси са дълготрайни колбаси, за разлика от суровите, варените и варенопушените. (Последните три вида се наричат още „меки колбаси“ и са част от малотрайните колбаси – каквито са и карначетата).